# اعتراضات ۱۳۹۷ ایران

«تشکیل اجتماعات و راه‌پیمایی‌ها، بدون حمل سلاح، به شرط آن که مخل به مبانی اسلام نباشد آزاد است.
تبصره:تشکیل اجتماعات و راهپیمایی طبق اصل ۲۷ قانون اساسی آزاد است، ولی برگزاری آن در پارک‌ها، میدان‌ها و معابر عمومی منوط به کسب مجوز از وزارت کشور است.»

— اصل ۲۷ قانون اساسی
اعتراضات ۱۳۹۷ ایران شامل تجمع‌ها و اعتراضات گوناگون در ایران است که در سال ۱۳۹۷ رخ داده‌اند.
ریشه‌های اعتراضات ایران مشکلات اقتصادی، اختلافات سیاسی، رخدادهای اجتماعی و فرهنگی است. بنا بر بیست و هفتمین اصل از اصول ۱۷۷ گانه قانون اساسی جمهوری اسلامی، «تشکیل اجتماعات و راه‌پیمایی‌ها بدون حمل سلاح به شرط آنکه مخل به مبانی اسلام نباشد، آزاد است.»

## اعتراضات
- اعتراضات مرداد ۱۳۹۷ ایران
- تظاهرات ۱۳۹۷ تهران
- ناآرامی‌های ۱۳۹۷ کازرون
- ناآرامی‌های فروردین ۱۳۹۷ خوزستان
- اعتصابات سراسری ۱۳۹۷-۱۳۹۸ ایران

## جانباختگان
- رضا اوتادی
- نوید افکاری

## بازداشت‌شدگان
- اسماعیل بخشی
- نوید افکاری
- حبیب افکاری
- وحید افکاری